# Liste des matchs de l'équipe d'Ouzbékistan de football par adversaire
Cette liste présente les matchs de l'équipe d'Ouzbékistan de football par adversaire rencontré. Lorsqu'une rivalité footballistique particulière existe entre l'Ouzbékistan et un autre pays, une page spécifique peut être proposée.
- Haut – A
- B
- C
- D
- E
- F
- G
- H
- I
- J
- K
- L
- M
- N
- O
- P
- Q
- R
- S
- T
- U
- V
- W
- X
- Y
- Z

## A

### Australie
Confrontations entre l'Australie et l'Ouzbékistan :
| Date              | Lieu                       | Match                   | Score         | Compétition                                 |
| 10 septembre 2008 | Tachkent Ouzbékistan       | Ouzbékistan - Australie | 0-1           | Qualifications pour la Coupe du monde 2010  |
| 1er avril 2009    | Sydney Australie           | Australie - Ouzbékistan | 2-0           | Qualifications pour la Coupe du monde 2010  |
| 25 janvier 2011   | Doha Qatar                 | Ouzbékistan - Australie | 0-6           | Coupe d'Asie des Nations 2011 (demi-finale) |
| 21 janvier 2019   | Al-Aïn Émirats arabes unis | Australie - Ouzbékistan | 0-0 (tab 4-2) | Coupe d'Asie des nations 2019               |

Bilan
- Total de matchs disputés : 4
- Victoires de l'équipe d'Australie : 4
- Victoires de l'équipe d'Ouzbékistan : 0
- Match nul : 0

## C

### Cambodge
Confrontations entre l'Ouzbékistan et le Cambodge :
| Date         | Lieu       | Match                  | Score | Compétition |
| 25 mai 1997  | Tachkent   | Ouzbékistan - Cambodge | 6-0   |             |
| 29 juin 1997 | Phnom Penh | Cambodge - Ouzbékistan | 1-4   |             |

Bilan
- Total de matchs disputés : 2
- Victoires de l'équipe d'Ouzbékistan : 2
- Match nul : 0
- Victoires de l'équipe du Cambodge : 0

## E

### Émirats arabes unis

#### Confrontations
Confrontations entre les Émirats arabes unis et l'Ouzbékistan :
|    | Date              | Lieu      | Match                             | Score | Compétition                                                       |
| -- | ----------------- | --------- | --------------------------------- | ----- | ----------------------------------------------------------------- |
| 1  | 27 septembre 1997 | Tachkent  | Ouzbékistan - Émirats arabes unis | 2-3   | Tours préliminaires à la Coupe du monde 1998 (zone Asie, 2e tour) |
| 2  | 2 novembre 1997   | Abou Dabi | Émirats arabes unis - Ouzbékistan | 0-0   | Tours préliminaires à la Coupe du monde 1998 (zone Asie, 2e tour) |
| 3  | 27 novembre 1999  | Abou Dabi | Émirats arabes unis - Ouzbékistan | 0-1   | Tour préliminaire à la Coupe d'Asie des nations 2000 (gr. 3)      |
| 4  | 17 août 2001      | Abou Dabi | Émirats arabes unis - Ouzbékistan | 4-1   | Tour préliminaire à la Coupe du monde 2002 (zone Asie, 2e tour)   |
| 5  | 22 septembre 2001 | Tachkent  | Ouzbékistan - Émirats arabes unis | 0-1   | Tour préliminaire à la Coupe du monde 2002 (zone Asie, 2e tour)   |
| 6  | 11 octobre 2003   | Dubaï     | Émirats arabes unis - Ouzbékistan | 2-2   | Match amical                                                      |
| 7  | 28 janvier 2009   | Charjah   | Émirats arabes unis - Ouzbékistan | 0-1   | Éliminatoires de la Coupe d'Asie des nations 2011 (gr. C)         |
| 8  | 3 mars 2010       | Tachkent  | Ouzbékistan - Émirats arabes unis | 0-1   | Éliminatoires de la Coupe d'Asie des nations 2011 (gr. C)         |
| 9  | 29 janvier 2012   | Dubaï     | Émirats arabes unis - Ouzbékistan | 1-0   | Match amical                                                      |
| 10 | 12 octobre 2012   | Dubaï     | Émirats arabes unis - Ouzbékistan | 2-2   | Match amical                                                      |
| 11 | 22 mars 2013      | Abou Dabi | Émirats arabes unis - Ouzbékistan | 2-1   | Éliminatoires de la Coupe d'Asie des nations 2015 (gr. E)         |
| 12 | 5 mars 2014       | Tachkent  | Ouzbékistan - Émirats arabes unis | 1-1   | Éliminatoires de la Coupe d'Asie des nations 2015 (gr. E)         |
| 13 | 14 octobre 2014   | Dubaï     | Émirats arabes unis - Ouzbékistan | 0-4   | Match amical                                                      |
| 14 | 14 novembre 2017  | Al-Aïn    | Émirats arabes unis - Ouzbékistan | 1-0   | Match amical                                                      |

#### Bilan
Au 12 avril 2019 :
- Total de matchs disputés : 14
- Victoires des Émirats arabes unis : 7
- Matchs nuls : 4
- Victoires de l'Ouzbékistan : 3
- Total de buts marqués par les Émirats arabes unis : 18
- Total de buts marqués par l'Ouzbékistan : 15

## J

### Japon
Confrontations entre l'Ouzbékistan et le Japon :
| Date              | Lieu     | Match               | Score | Compétition                                                                      |
| 11 septembre 1996 | Tokyo    | Japon - Ouzbékistan | 1-0   | Match amical                                                                     |
| 9 décembre 1996   | Al Ain   | Japon - Ouzbékistan | 4-0   | Coupe d'Asie des nations 1996 - 1er tour (Groupe C)                              |
| 7 septembre 1997  | Tokyo    | Japon - Ouzbékistan | 6-3   | Qualifications pour la Coupe du monde de football 1998 - Poule Finale (Groupe B) |
| 11 octobre 1997   | Tachkent | Ouzbékistan - Japon | 1-1   | Qualifications pour la Coupe du monde de football 1998 - Poule Finale (Groupe B) |
| 17 octobre 2000   | Saïda    | Japon - Ouzbékistan | 8-1   | Coupe d'Asie des nations 2000 - 1er Tour (Groupe C)                              |
| 5 octobre 2002    | Masan    | Japon - Ouzbékistan | 1-0   | Jeux asiatiques de 2002 (1er tour, groupe D)                                     |
| 15 octobre 2008   | Saitama  | Japon - Ouzbékistan | 1-1   | Qualifications pour la Coupe du monde 2010 - 4e tour (Groupe 1)                  |
| 6 juin 2009       | Tachkent | Ouzbékistan - Japon | 0-1   | Qualifications pour la Coupe du monde 2010 - 4e tour (Groupe 1)                  |
| 6 septembre 2011  | Tachkent | Ouzbékistan - Japon | 1-1   | Qualifications pour la Coupe du monde 2014 - 3e tour (Groupe C)                  |
| 29 février 2012   | Toyota   | Japon - Ouzbékistan | 0-1   | Qualifications pour la Coupe du monde 2014 - 3e tour (Groupe C)                  |
| 31 mars 2015      | Tokyo    | Japon - Ouzbékistan | 5-1   | Match amical                                                                     |

Bilan
Total de matchs disputés : 11
- Victoires de l'équipe du Japon : 7
- Matchs nuls : 3
- Victoire de l'équipe d'Ouzbékistan : 1

## K

### Kirghizistan

#### Confrontations
Confrontations entre l'Ouzbékistan et le Kirghizistan :
|   | Date            | Lieu     | Match                      | Score | Compétition                                                   |
| - | --------------- | -------- | -------------------------- | ----- | ------------------------------------------------------------- |
| 1 | 23 août 1992    | Tachkent | Ouzbékistan - Kirghizistan | 3-0   | Match amical                                                  |
| 2 | 3 octobre 1992  | Bichkek  | Kirghizistan - Ouzbékistan | 2-6   | Match amical                                                  |
| 3 | 9 mars 2007     | Chimkent | Ouzbékistan - Kirghizistan | 6-0   | Match amical                                                  |
| 4 | 23 juillet 2011 | Tachkent | Ouzbékistan - Kirghizistan | 4-0   | Éliminatoires de la Coupe du monde 2014 : zone Asie (2e tour) |
| 5 | 28 juillet 2011 | Bichkek  | Kirghizistan - Ouzbékistan | 0-3   | Éliminatoires de la Coupe du monde 2014 : zone Asie (2e tour) |
| 6 | 9 novembre 2019 | Tachkent | Ouzbékistan - Kirghizistan | 3-1   | Match amical                                                  |

#### Bilan
Au 22 novembre 2019 :
- Total de matchs disputés : 6
- Victoires de l'Ouzbékistan : 6
- Matchs nuls : 0
- Victoires du Kirghizistan : 0
- Total de buts marqués par l'Ouzbékistan : 25
- Total de buts marqués par le Kirghizistan : 3

## M

### Monténégro
| Date         | Lieu      | Match                    | Score | Compétition  |
| 25 mars 2011 | Podgorica | Monténégro - Ouzbékistan | 1-0   | Match amical |

Bilan
- Total de matchs disputés : 1
- Victoires de l'équipe du Monténégro : 1
- Matchs nuls : 0
- Victoires de l'équipe d'Ouzbékistan : 0
- Total de buts marqués par l'équipe du Monténégro : 1
- Total de buts marqués par l'équipe d'Ouzbékistan : 0

## S

### Sénégal
| Date         | Lieu       | Match                 | Score | Compétition  |
| 23 mars 2018 | Casablanca | Sénégal - Ouzbékistan | 1-1   | Match amical |

Bilan
- Total de matchs disputés : 1
- Victoires de l'équipe du Sénégal : 0
- Matchs nuls : 1
- Victoires de l'équipe d'Ouzbékistan : 0
- Total de buts marqués par l'équipe du Sénégal : 1
- Total de buts marqués par l'équipe d'Ouzbékistan : 1

## T

### Thaïlande
| Date             | Lieu         | Match                   | Score | Compétition                                                                        |
| 9 octobre 1994   | Hiroshima    | Ouzbékistan - Thaïlande | 5-4   | Jeux asiatiques de 1994 (1er tour, groupe B)                                       |
| 15 août 1998     | Bangkok      | Thaïlande - Ouzbékistan | 4-1   | Match amical                                                                       |
| 24 juillet 1999  | Bangkok      | Thaïlande - Ouzbékistan | 1-0   | Match amical                                                                       |
| 18 mai 2000      | Bangkok      | Thaïlande - Ouzbékistan | 2-0   | Match amical                                                                       |
| 3 septembre 2000 | Shanghaï     | Thaïlande - Ouzbékistan | 4-2   | Shanghai Four Nations Tournament (tournoi amical)                                  |
| 22 juin 2001     | Kuala Lumpur | Thaïlande - Ouzbékistan | 0-1   | Merdeka Tournament (tournoi amical)                                                |
| 8 novembre 2003  | Tachkent     | Ouzbékistan - Thaïlande | 3-0   | Qualifications pour la Coupe d'Asie des nations 2004 (tour qualificatif, groupe A) |
| 21 novembre 2003 | Bangkok      | Thaïlande - Ouzbékistan | 4-1   | Qualifications pour la Coupe d'Asie des nations 2004 (tour qualificatif, groupe A) |
| 22 décembre 2007 | Bangkok      | Thaïlande - Ouzbékistan | 3-2   | King's Cup 2007                                                                    |
| 6 juin 2017      | Tachkent     | Ouzbékistan - Thaïlande | 2-0   | Match amical                                                                       |

Bilan
- Total de matchs disputés : 10
- Victoires de l'équipe d'Ouzbékistan : 4
- Matchs nuls : 0
- Victoires de l'équipe de Thaïlande : 6
- Total de buts marqués par l'équipe d'Ouzbékistan : 17
- Total de buts marqués par l'équipe de Thaïlande : 22